# Friends (canción de Led Zeppelin)
«Friends» es la segunda canción del álbum Led Zeppelin III, tercer álbum de estudio de la banda inglesa de hard rock Led Zeppelin. Jimmy Page y Robert Plant escribieron la canción en 1970 en Bron-Yr-Aur, una pequeña cabaña en Wales, a donde ellos se retiraron para descansar de una gira por Estados Unidos.
La canción comienza con algunos ruidos y gente hablando en el estudio. La voz de Peter Grant puede ser escuchada en el fondo, antes de que Jimmy Page comience a tocar.
Hay quienes se mostraron sorprendidos por el hecho de que el bajista John Paul Jones no recibió ningún crédito por la canción, sabiéndose que fue el responsable del arreglo de las cuerdas, marcado por influencias orientales.
Al final de "Friends" se puede escuchar un sintetizador Moog, que sirve de enlace con la siguiente canción del álbum,"Celebration Day". La única interpretación en vivo de "Friends" por los propios Zeppelin fue el 29 de septiembre de 1971 en Osaka, durante la gira por Japón, y puede ver en grabaciones piratas.
La canción fue regrabada por Page y Plant con la Orquesta Sinfónica de Bombay en 1972, en su viaje a India, junto con otra canción, "Four Sticks", que pertenece al cuarto álbum. En esta versión se utilizaron tablas y sitar. Las grabaciones nunca fueron lanzadas oficialmente y sólo se consiguen ediciones piratas. Se dice que esto ocurrió porque se ocasionaron problemas ya que Page se quejaba de que la orquesta no seguía el ritmo y muchos de ellos bebían mucho. "Friends" también fue grabada por Page y Plant en su álbum  de 1994 No Quarter: Jimmy Page and Robert Plant Unledded, acompañados por una orquesta del medio oriente.

## Formatos y listas de canciones
1970 7" single (Poland: Prasniewska N-370)
- A.  "Friends" (Page, Plant) 3:54
- B.  "Celebration Day" (Jones, Page, Plant) 3:29

1970 7" EP (Brazil: Rock Espetacular RG 03)
- A1. "Friends" (Page, Plant) 3:54
- A2. "Celebration Day" (Jones, Page, Plant) 3:29
- B.  "Since I've Been Loving You" (Jones, Page, Plant) 7:23

## Personal
- Robert Plant - vocales
- Jimmy Page - guitarras
- John Paul Jones - sintetizador,sintetizador moog (sin acreditar)
- John Bonham - Tabla instrumento musical

## Versiones
- 1991: Stone (Colours)
- 1993: Men & Volts (The Song Retains the Same II)
- 1994: Page and Plant (No Quarter: Jimmy Page & Robert Plant Unledded)
- 1997: Jaz Coleman and the London Philharmonic Orchestra (Kashmir: The Symphonic Led Zeppelin)
- 1998: Painkiller (Before the Balloon Went Up)
- 1998: Morgaua Quartet (Destruction: Rock Meets Strings)
- 2000: Scarve (Translucence)
- 2000: Azigza (Azigza)
- 2005: Eric Van Aro (Friends)
- 2005: Steve Booke (Get the Led Out! Led Zeppelin Salute)
- 2007: Frankie Banali & Friends (24/7/365: The Tribute to Led Zeppelin)
- 2007: Led R (Led the R Out: A Tribute to Led Zeppelin)
- 2009: Marco Benevento (Me Not Me)